# Kwas maleinowy
Kwas maleinowy (kwas cis-butenodiowy, łac. acidum maleicum) – organiczny związek chemiczny, nienasycony alifatyczny kwas dikarboksylowy.

## Występowanie
Nie występuje w przyrodzie, w przeciwieństwie do swojego izomeru trans, kwasu fumarowego.

## Właściwości
Kwas ten jest nietopliwy. Rozkłada się w temperaturze powyżej 130 °C. W temperaturze pokojowej tworzy bezbarwne kryształy rozpuszczalne w wodzie i w etanolu.
Jest inhibitorem enzymów dehydrogenazy bursztynianowej i hydratazy fumaranowej. W organizmie powoduje aminoacidurię i inne objawy zatrucia.

## Otrzymywanie
Otrzymywany jest przez utlenianie benzenu powietrzem i hydrolizę powstałego bezwodnika maleinowego. Powstaje też podczas ogrzewania kwasu jabłkowego.

## Zastosowanie
Związek ten jest stosowany w syntezach organicznych, do produkcji żywic syntetycznych oraz jako środek konserwujący tłuszczów ciekłych.